# Humanos (álbum de Pastoral)
Humanos es el tercer álbum de estudio del dúo argentino de rock Pastoral. Lanzado en 1976, solo un año después del éxito del anterior En el hospicio, Humanos significó la consagración musical de Erausquin y de Michele, y es considerado el disco clásico por excelencia del dúo.

## Historia

### Lanzamiento
Humanos fue presentando el 19 de noviembre de 1976 en el teatro Estrellas. Hubo cambios radicales en la escenografías y arreglos, que se tornaron más complejos para estar acorde a la temática del álbum, diferenciándose así de las presentaciones anteriores del dúo. Asimismo, la cada vez mayor convocatoria del público siginificó los primeros shows en teatros, llegando a llenar el Luna Park

### Contenido
El álbum se caracteriza por contar con la colaboración especial de reconocidos músicos de rock argentinos, como Charly García, Oscar Moro y Pino Marrone. También se destaca la participación de Antonio Agri y Gustavo Beytelmann.
A diferencia de los dos discos anteriores, Humanos tuvo una composición más cuidada y refinada, con mayor percusión y arreglos de cuerdas que sus predecesores. Canciones como «Prórroga de la tierra», «Lustrabotas de avenida» y «De regreso a tus entrañas» destacan en su musicalización. Sin embargo, la canción columna del álbum fue «Me desprendo de tu vientre», seguida de «De regreso a tus entrañas», una composición de casi diez minutos de duración que entrelaza las dos canciones, que recorre la vida de un ser desde su concepción y nacimiento, y que, horrorizado por el mundo que lo rodeaba, planteaba un regreso al útero materno.

### Recepción
El tercer disco con solo nueve canciones se convirtió en un referente del rock nacional y sudamericano, y es considerado como la cima musical de Pastoral.

## Lista de canciones
| Lista de canciones |                                  |          |  |
| N.º                | Título                           | Duración |  |
| 1.                 | «Humanos (quieren llamarse)»     | 4:56     |  |
| 2.                 | «Me desprendo de tu vientre»     | 3:25     |  |
| 3.                 | «De regreso a tus entrañas»      | 5:35     |  |
| 4.                 | «Mujercita, yo sé esperar»       | 5:53     |  |
| 5.                 | «Prórroga de la tierra»          | 4:34     |  |
| 6.                 | «Lustrabotas de avenida»         | 2:28     |  |
| 7.                 | «Deseo del lúcido suicida preso» | 6:43     |  |
| 8.                 | «Sólo (con silencio)»            | 3:43     |  |
| 9.                 | «El mago traslúcido»             | 3:35     |  |
| 40:52              |                                  |          |  |

## Créditos y personal

### Músicos
- Alejandro de Michele (guitarra, voz y coros)
- Miguel Ángel Erausquin (guitarra, voz y coros)

### Músicos invitados
| «Humanos (quieren llamarse)» - Oscar Moro (batería) - Hugo Villareal (bajo) - Charly García (teclados) «Me desprendo de tu vientre» - Osvaldo López (batería) - Hugo Villareal (bajo) - Gustavo Beytelmann (dirección orquestal) «De regreso a tus entrañas» - Osvaldo López (batería) - Hugo Villareal (bajo) - Pino Marrone (guitarra eléctrica) - Gustavo Beytelmann (teclados y dirección orquestal) | «Mujercita yo sé esperar» - Osvaldo López (batería) - Hugo Villareal (bajo) - Gustavo Beytelmann (dirección orquestal) «Prórroga de la tierra» - Oscar Moro (batería) - Hugo Villareal (bajo) - Charly García (teclados) «Lustrabotas» - Guillermo Conte (batería) - Hugo Villareal (bajo) - Gustavo Beytelmann (teclados y dirección orquestal) | «Deseo del lúcido suicida preso» - Osvaldo López (batería) - Hugo Villareal (bajo) - Gustavo Beytelmann (dirección orquestal) «Solo con silencio» - Osvaldo López (batería) - Pino Marrone (guitarra eléctrica) «El mago traslúcido» - Osvaldo López (batería) - Hugo Villareal (bajo) |

### Técnico
- Roberto Aldonis - Jorge Berend (técnicos de grabación)
- Jorge Da Silva (ecualización en «Humanos quieren llamarse» y «El mago traslúcido»)
- Nello Villagra (ecualización en «Me desprendo de tu vientre» y «De regreso a tus entrañas»)
- Rubén Andón (fotografía)
- Juan Oreste Gatti (ilustración y diseño de tapa)
- Jorge Álvarez (productor)
- Pastoral (composición de canciones, arreglos vocales y ecualización general)
- CABAL (sello discográfico)
- Estudios AUDION